# Константинопольська угода (1724)
Константинопольська угода 1724 — договір, що розмежовував сфери впливу Російської та Османської імперій на Південному Кавказі. Підписано 12 (23) червня 1724 в Константинополі. 
Згідно з угодою, Російська імперія зберігала території на західному та південному узбережжі Каспію, отримані за Петербурзьким договором 1723 року з Персією. Османській імперії відходили Картлі (Тифліс), Еріванське ханство, азербайджанські землі (Шемаха, Тебриз) та північно-іранські землі (Казвін). 